# Конколевиці (Великопольське воєводство)
Конколевиці (пол. Kąkolewice, нім. Kunkolewo) — село в Польщі, у гміні Будзинь Ходзезького повіту Великопольського воєводства.
Населення — 176 осіб (2011).
У 1975-1998 роках село належало до Пільського воєводства.

## Демографія
Демографічна структура станом на 31 березня 2011 року:
|          | Загалом | Допрацездатний вік | Працездатний вік | Постпрацездатний вік |
| -------- | ------- | ------------------ | ---------------- | -------------------- |
| Чоловіки | 91      | 23                 | 64               | 4                    |
| Жінки    | 85      | 12                 | 61               | 12                   |
| Разом    | 176     | 35                 | 125              | 16                   |